# Can Davall (Porqueres)
Can Davall és una obra de Porqueres (Pla de l'Estany) inclosa a l'Inventari del Patrimoni Arquitectònic de Catalunya.

## Descripció
Masia composta per diferents cossos de diferents alçades i amb diferent tipologia de cobertes. L'edifici principal consta de dues estructures adossades, una amb un pis més que l'altre però totes dues cobertes a dues aigües. Té poques obertures i totes tenen llindes.